# Jack B. Nimble – A Mother Goose Fantasy
Jack B. Nimble – A Mother Goose Fantasy – studyjny album piosenkarza Binga Crosby'ego wydany w marcu 1958 roku przez Golden Records, który zawierał opowiadanie muzyczne dla dzieci.

## Lista utworów

### Strona pierwsza
1. "Once upon a Time"
2. "One Early Afternoon"
3. "Medley: Old King Cole / Sing a Song of Sixpence / Mistress Mary / Humpty Dumpty / Little Boy Blue"
4. "We Don’t Know Where We’re Going"
5. "For Want of a Nail"
6. "Star Light, Star Bright"
7. "Jack B. Nimble"

### Strona druga
1. "The Candlestick Suite"
2. "The Candlestick Suite"
3. "The Candlestick Suite"